# Dražen Ladić
Dražen Ladić est un footballeur international croate né le 1er janvier 1963 à Čakovec en Croatie, qui jouait au poste de gardien de but.
Il a fait partie de l'équipe croate qui alla en 1/4 de finale de l'Euro 1996 et qui termina à la troisième place de la coupe du monde 1998, organisée par l'équipe de France de football
Ayant passé 14 ans au Dinamo Zagreb, avec lequel il participa notamment à la Ligue des champions, il totalise 802 matchs disputés avec ce club, ce qui constitue le record dans l'histoire du Dinamo.
À la fin de sa carrière, il s'occupa notamment de l'équipe nationale de Croatie des moins de 21 ans.

## Palmarès

### En club
- Champion de Croatie en 1993, en 1996, en 1997, en 1998, en 1999 et en 2000 avec le Dinamo Zagreb
- Vainqueur de la Coupe de Croatie en 1994, en 1996, en 1997 et en 1998 avec le Dinamo Zagreb
- Vainqueur de la Coupe Mitropa en 1985 avec le NK Iskra Bugojno
- Vice-champion de Yougoslavie en 1990 et en 1991 avec le Dinamo Zagreb

### EnÉquipe de Croatie
- 59 sélections entre 1990 et 2000
- Participation au Championnat d'Europe des Nations en 1996 (1/4 de finaliste)
- 3ème places en coupe du monde en 1998 (match pour la 3ème place)
- 2ème places en coupe du monde en tant qu’adjoint en 2018 (Finale)

### EnÉquipe de Yougoslavie
- 2 sélections en 1991